# 李永茂 (軍人)
李 永茂（イ・ヨンム、이영무）は大韓民国の軍人。韓国空軍創設者の1人。本名は李永禄（李永祿、이영록）。別名は李英茂、李英武、李光黙。号は青邱(靑邱、청구)。

## 人物
1918年から1920年まで大邱の啓聖学校に在学。1921年4月、京城府文所に入所。1922年3月に退所して同年5月に中国に渡る。
韓国臨時政府の推薦を受けて、權基玉と共に雲南陸軍航空学校（第1期）に入学して1925年に卒業した。南京国民政府飛行隊副飛行員。1932年（民国21年）5月21日、軍政部航空第3隊飛行員。1935（民国24年）9月7日、空軍中尉。1936年11月末、空軍第13隊副隊長。1937年9月7日、空軍上尉。
日中戦争では独立第13中隊（隊長：李逸儕）副中隊長、航空委員会爆撃機訓練隊隊長を歴任。1939年、飛行大隊飛行員（少校）。同年4月、湖北省沙洋鎮付近で鹵獲し現地で修理されたイ式重爆撃機（のちに天皇号あるいは沙洋号と命名）を重慶まで操縦。
1943年8月19日、韓国臨時政府空軍設計委員会委員。同年、朝鮮民族革命党成都区域党部責任者。1945年6月28日、空軍少校。
解放後の1946年に帰国し、8月10日に韓国航空建設協会副会長。韓国空軍の創設に参加。1948年7月、陸軍航空基地部隊（司令官：崔用徳中尉）副司令官（中尉）。翌月、同部隊司令官。飛行団長等を歴任したが、操縦はせず、地上勤務がほとんどだという。1949年頃、北朝鮮から来た人々と話をしても報告しなかった疑いを受けて西大門刑務所に服役した。一説には息子が北朝鮮空軍で活動し、親戚の李チャンチュン（이장춘）は朴憲永の直属の部下だったといわれている。後に無嫌疑で釈放されたが、役職は剥奪された状態だった。1950年6月27日、空軍が水原、大田基地に撤収する際、ソウルに残留し、その後の消息は不明である。
李永茂の息子は張沢相の孫（越北した蔡恒錫と張炳敏の子）と結婚し、北朝鮮で朝鮮労働党軍需工業部第二経済委員会傘下の海洋工業研究所研究員、最高人民会議代議員を務めた後、2005年5月に韓国へ単身亡命して2017年に死去した。残してきた家族の安否を懸念して韓国では匿名で生活しており、2013年には朝鮮民主統一救国戦線の責任者になったという。李永茂が自ら進んで越北したのか、拉北したのかは定かではないが、李永茂の息子は知人に対し「亡き父は6・25戦争の折、臨時政府副主席を務めた金奎植先生とともに拉致されて苦難を経験して死んだ」と語っていた。

## 栄典
- 六等雲麾勲章（中国語版） 1945年8月14日[16]
- 抗戦勝利勲章（中国語版） 1946年10月10日[17]